# Utkragning

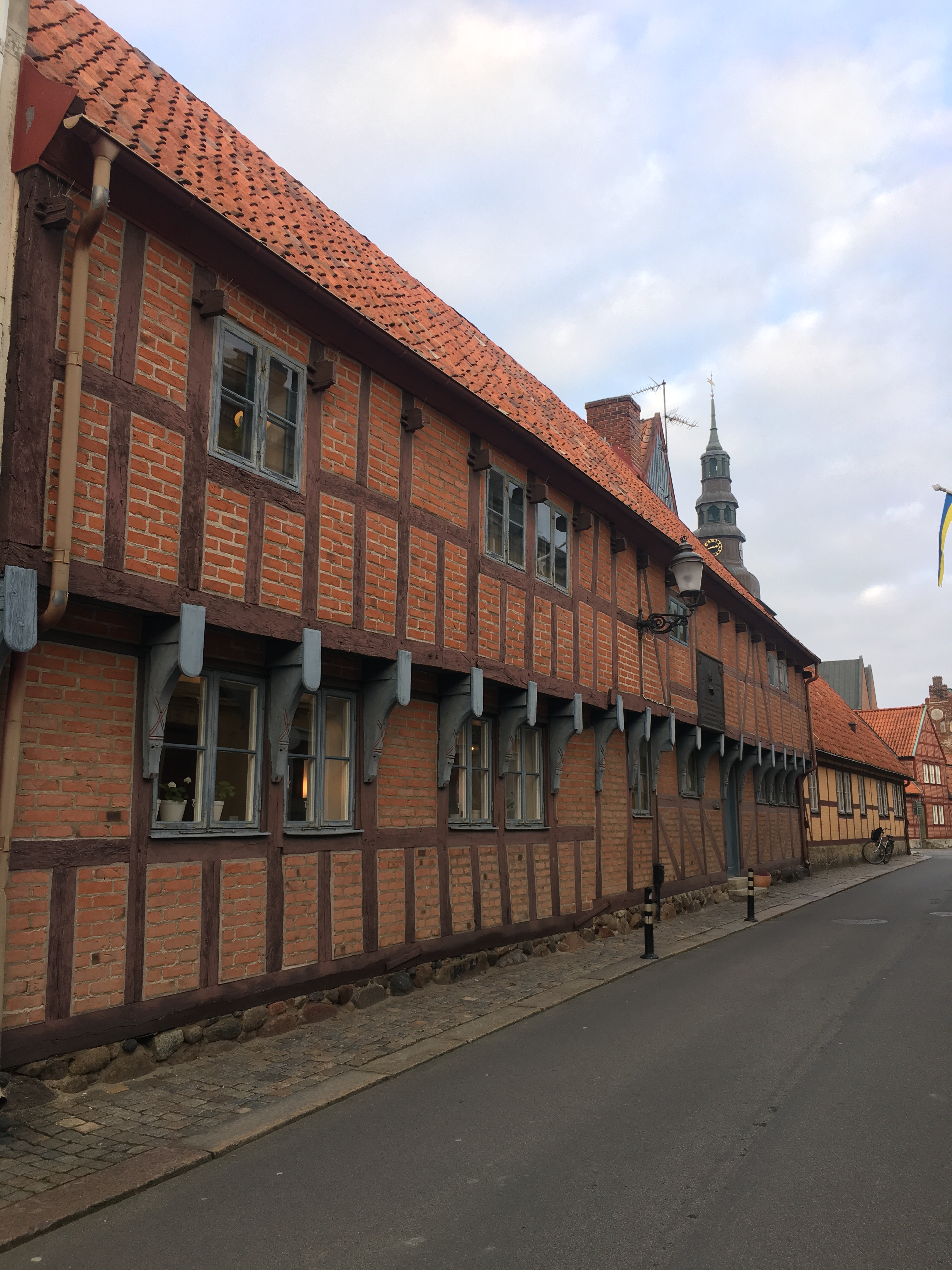
Kemnerska gården i Ystad med knektar under den utstickade ovanvåningen

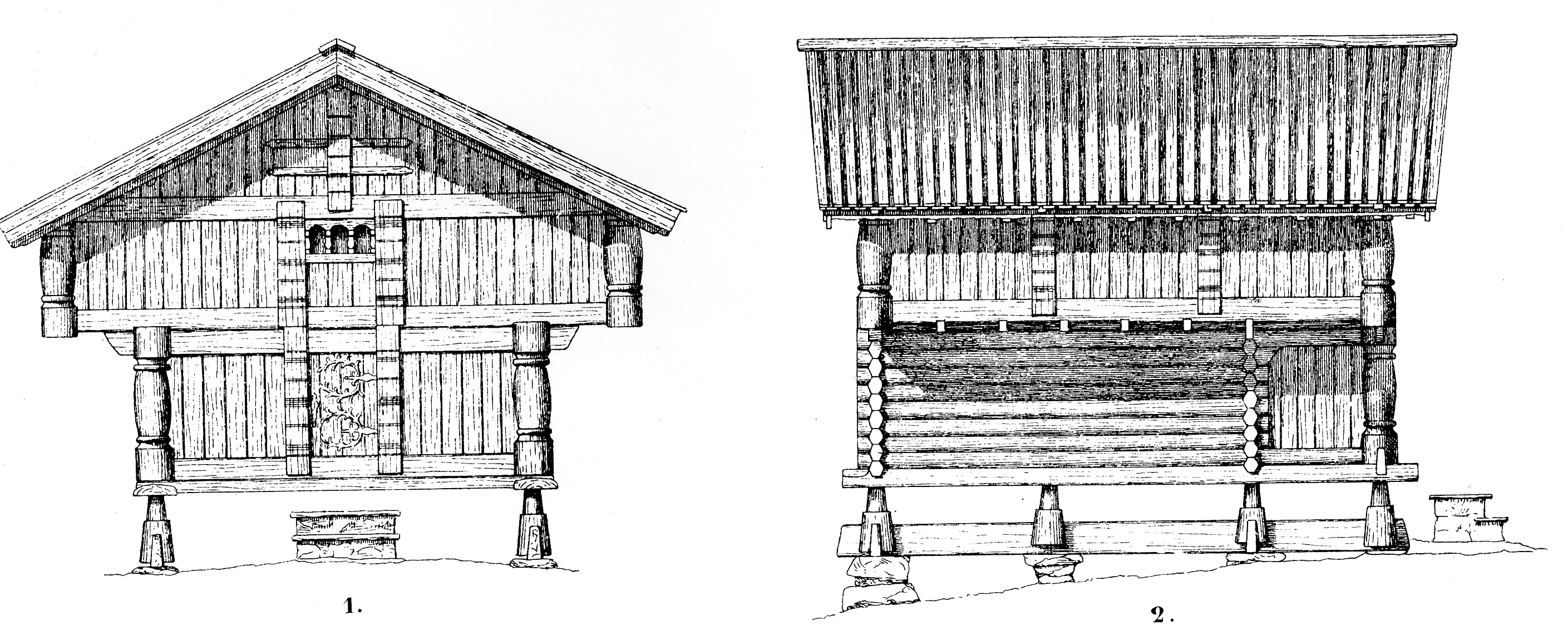
Härbre (stabbur) från Numedal i Norge

Utkragning är en byggnadskonstruktion, där ett våningsplan i en byggnad skjuter ut över den undre våningen genom att balkarna i ett träbjälklag förlängs till ett utstick för att bära ovanvåningens ytterväggar.
Förutom utskjutande bjälkhuvuden kan också konsoler bära upp en utskjutande övervåning. Utkragning kan också gälla detaljer i byggnader, såsom burspråk eller balkonger.
I Sverige räknas utkragade byggnadsdelar, som balkonger, burspråk, skärmtak, loftgångar och taksprång under vissa förutsättniongar in, vars storlek är reglerad i byggnadslov, beroende av hur högt de är placerade över marknivån samt hur långt de skjuter ut.
I städerna under medeltiden var utkragning av husets fasad en metod att utöka ytan i husen, om än marginellt, i en tätbebyggd miljö. Den utkragade byggnadsdelen kunde också stöttas upp med knektar. 

## Bildgalleri

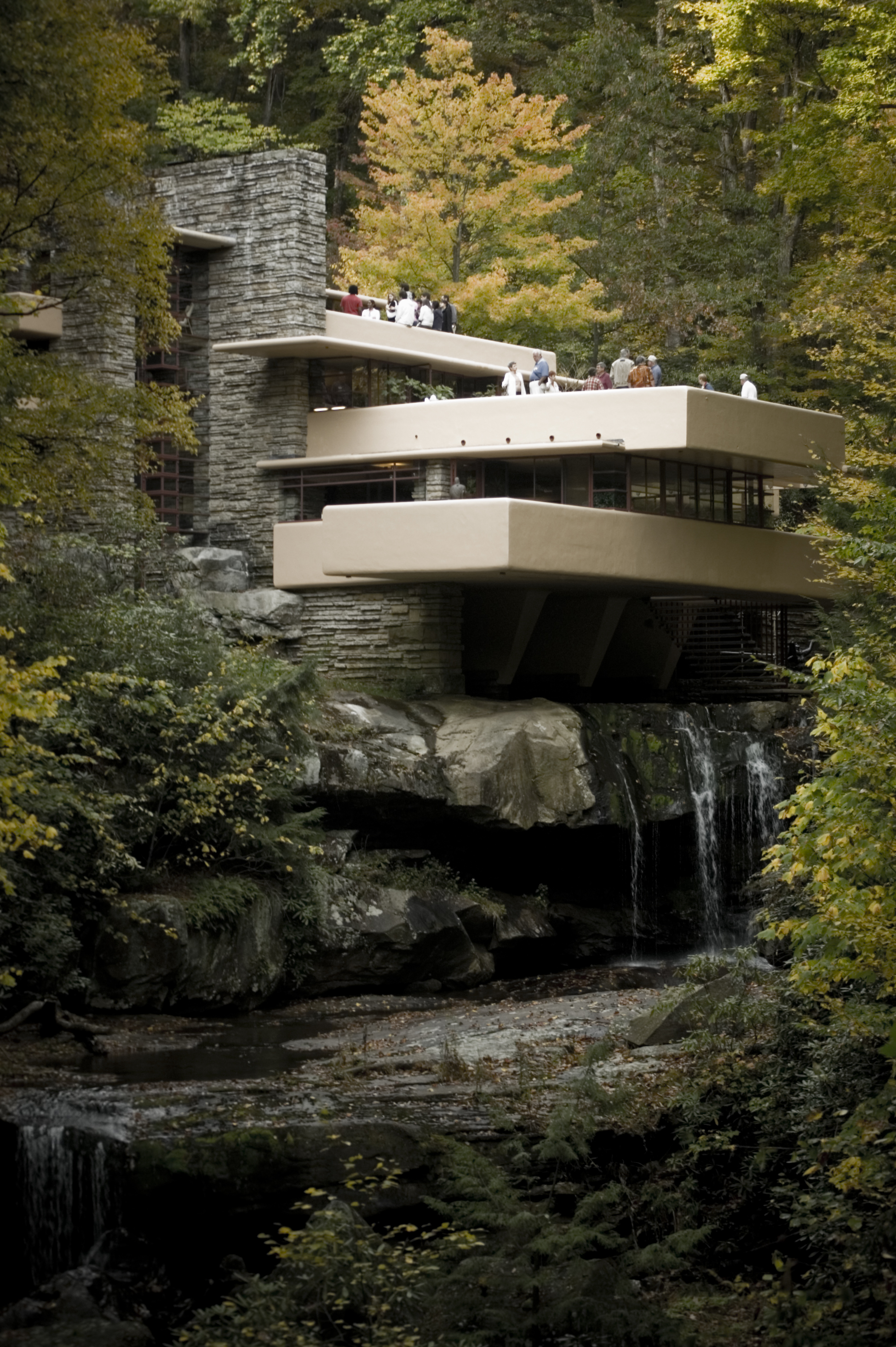
Utkragningar på Frank Lloyd Wright hus Fallingwater i Pennsylvania i USA
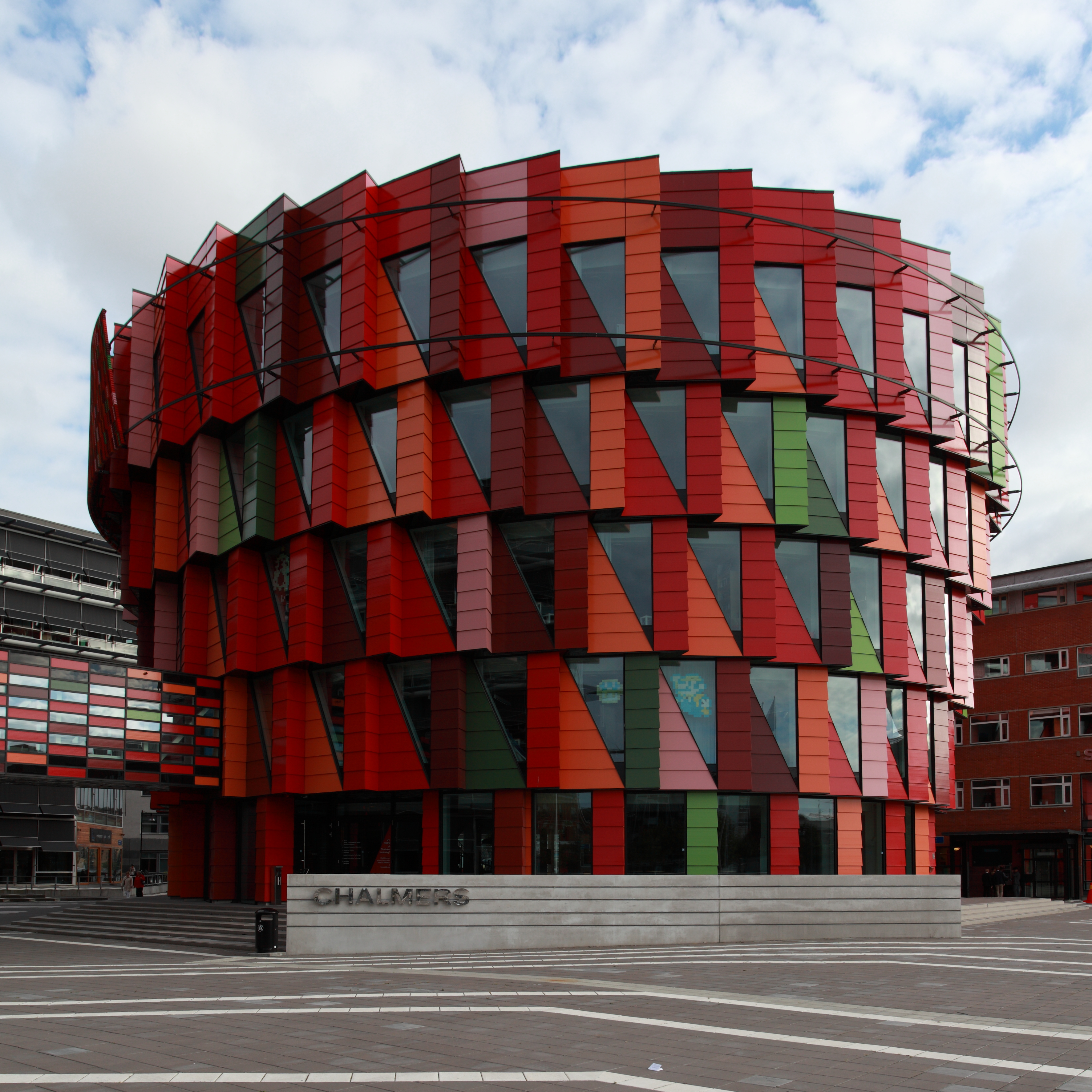
Kuggen i Lindholmen i Göteborg